# Johann Maximilian Alexander Probst
Johann Maximilian Alexander Probst (* 12. März 1812 in Sickingen, Großherzogtum Baden; † 15. Februar 1842 in Heidelberg) war ein deutscher Apotheker.

## Leben
Probst ging auf die lateinische Schule in Karlsruhe. Mit 16 Jahren begann er 1828 seine Lehrzeit als Gehilfe in Lauffen am Neckar. Eineinhalb Jahre später absolvierte er das Gehilfenexamen.
Anschließend war er als Gehilfe in Stuttgart und Aschaffenburg tätig. Von 1832 bis 1833 studierte er Pharmazie an der Universität Heidelberg. Nach dem 1. Semester bekam er die Apotheker-Lizenz in Karlsruhe. Probst trat eine wissenschaftliche Bildungsreise nach Tirol, Salzburg, Steiermark und Wien an. Dort wurde er ein Jahr Gaststudent an der Universität und der polytechnischen Schule. Danach setzte er seine Reise fort, besuchte die Bergstädte von Ungarn und Galizien und ging nach Schlesien, Sachsen und Berlin. Nach einem dreivierteljährlichen Gaststudium in Berlin reiste er über die Ostsee, Hamburg, Hannover, Göttingen, Marburg und Gießen wieder zurück.
1836 habilitierte er für Pharmazie und Chemie und wurde schließlich als Privatdozent zugelassen. Fünf Jahre später wurde er zum Prof. der Pharmazie ernannt und eröffnete ein privates pharmazeutisches Institut. Nebenbei war er als General-Apotheken-Visitator des badischen Unterrheinkreises tätig.
Probst war Mitarbeiter an der badischen Pharmakopoe. Er untersuchte das Chelidonium und Glaucium. Des Weiteren fand er das Alkaloid Glaukopikrin und Glaucin sowie die Fumarsäure.

## Werke
- Probst, Johann Maximilian Alexander: Die Zaisenhauser Schwefelquellen:in geschichtlicher, geognostischer und chemischer Hinsicht beschrieben. (deutsche-digitale-bibliothek.de)., Heidelberg: Oßwald 1836
- Das Apotheker-Taxwesen, durch eine auf statistischen Nachweisen begründete Kritik des Deutschen-Apotheken-Instituts beleuchtet, Heidelberg 1838
- Beschreibung und Darstellungsweise einiger bei der Analyse des Chelidonium majus neu aufgefundenen Stoffe. In: Annalen der Pharmacie, Band  XXIX (1839), S. 113–131 (Digitalisat)
- Beschreibung und Darstellungsweise einiger bei der Untersuchung des Glaucium luteum aufgefundenen eigentümlichen Stoffe, als Materialbeitrag zu einer vergleichenden Analyse der Papaveraceen. In: Annalen der Pharmacie, Band  XXXI (1839), S. 241–258 (Digitalisat)
- Beleuchtung der Verhältnisse der Teutschen Apotheken zum Staate, zur Gesetzgebung und zum Arzte, Heidelberg 1841.